# Ernst Oberaigner
Ernst Oberaigner, né le 5 novembre 1932 à Saalfelden (Salzbourg) et mort le 17 avril 2023 dans la même ville, est un skieur alpin autrichien.

## Palmarès

### Jeux olympiques d'hiver
| Épreuve / Édition    | Descente | Slalom géant | Slalom  | Combiné                          |
| JO 1960 Squaw Valley | —        | —            | Abandon | Épreuve inexistante à cette date |

### Championnats du monde
| Épreuve / Édition    | Descente | Slalom géant | Slalom  | Combiné |
| Mondiaux 1954 Åre    | Bronze   | —            | —       | —       |
| JO 1960 Squaw Valley | —        | —            | Abandon | —       |

### Arlberg-Kandahar
- Vainqueur de la descente 1954 à Garmisch